# Иванов, Константин Александрович (Герой Советского Союза)
Константин Александрович Иванов (8 января 1922, дер. Еремеево, Череповецкая губерния — 4 сентября 1995, Череповец, Вологодская область) — участник Великой Отечественной войны, командир отделения 273-го отдельного инженерного батальона (46-я армия, Степной фронт), старший сержант. Герой Советского Союза (1944).

## Биография
Родился 8 января 1922 года в деревне Еремеево (ныне — Шекснинского района Вологодской области) в семье крестьянина. Русский.
В 1937 году окончил 7 классов в Череповце Вологодской области. Работал на электростанции машинистом.
В Красной Армии с августа 1941. Участник Великой Отечественной войны с 1941. Член КПСС с 1944.
Командир отделения, кандидат в члены КПСС, старший сержант Иванов в ночь на 26 сентября 1943 года при форсировании Днепра в районе с. Паньковка (Царичанский район Днепропетровской области) совершил 20 рейсов, переправляя под огнём противника бойцов и боеприпасы на противоположный берег.
В 1945 году окончил курсы младших лейтенантов. В том же году был уволен в запас, вернулся на родину. В 1952 году вновь призван в армию. С 1977 года старший лейтенант Иванов — в запасе.
Жил в Череповце, работал на Череповецком металлургическом заводе.

## Награды
- Звание Героя Советского Союза присвоено 22 февраля 1944 года.
- Награждён орденами Ленина, Отечественной войны 1 степени, Красной Звезды и медалями.